# Li Keran
Li Keran (Xuzhou, 1907 - 1989) foi um pintor, paisagista e gravurista chinês.
Iniciou a sua educação artística em 1925, quando entrou na Escola de Arte de Xangai.
Completou a sua formação no ano de 1929, quando ingressou na Academia Nacional de Arte de Hangzhou, entrando, desta feita, em contacto com a arte ocidental, em especial a arte europeia, sendo o seu pintor preferido Jean-Baptiste Camille Corot.
Participou, em 1931, na associação de artistas "Agosto Um", facto que lhe concedeu reconhecimento internacional.
Depois da invasão japonesa, Li Keran mudou-se, supostamente, para Chongqing, onde trabalhou com Zhou Enlai. Anos mais tarde, em 1946, ingressou no Instituto de Arte do Estado de Beiping, onde foi professor, leccionando a pintura tradicional chinesa.
Em 1949, leccionou na conhecida e próspera Academia Central de Belas-Artes.
Ao longo de toda a sua vida e de todo o seu percurso artístico é muito frequente encontrar, na sua obra, as típicas e tradicionais paisagens, tendo retratado essencialmente as altas montanhas do seu país.

## Obras mais conhecidas
- Velhos Ciprestes, 1932
- Barcos num rio, 1966
- Jinggangshang, 1976
- Serenidade no rio Li, 1986
- Rapaz e Búfalo
- Barcos de Pesca num porto
- Apreciando as plantas